# Lijst van staatshoofden van Hongarije 1918-heden

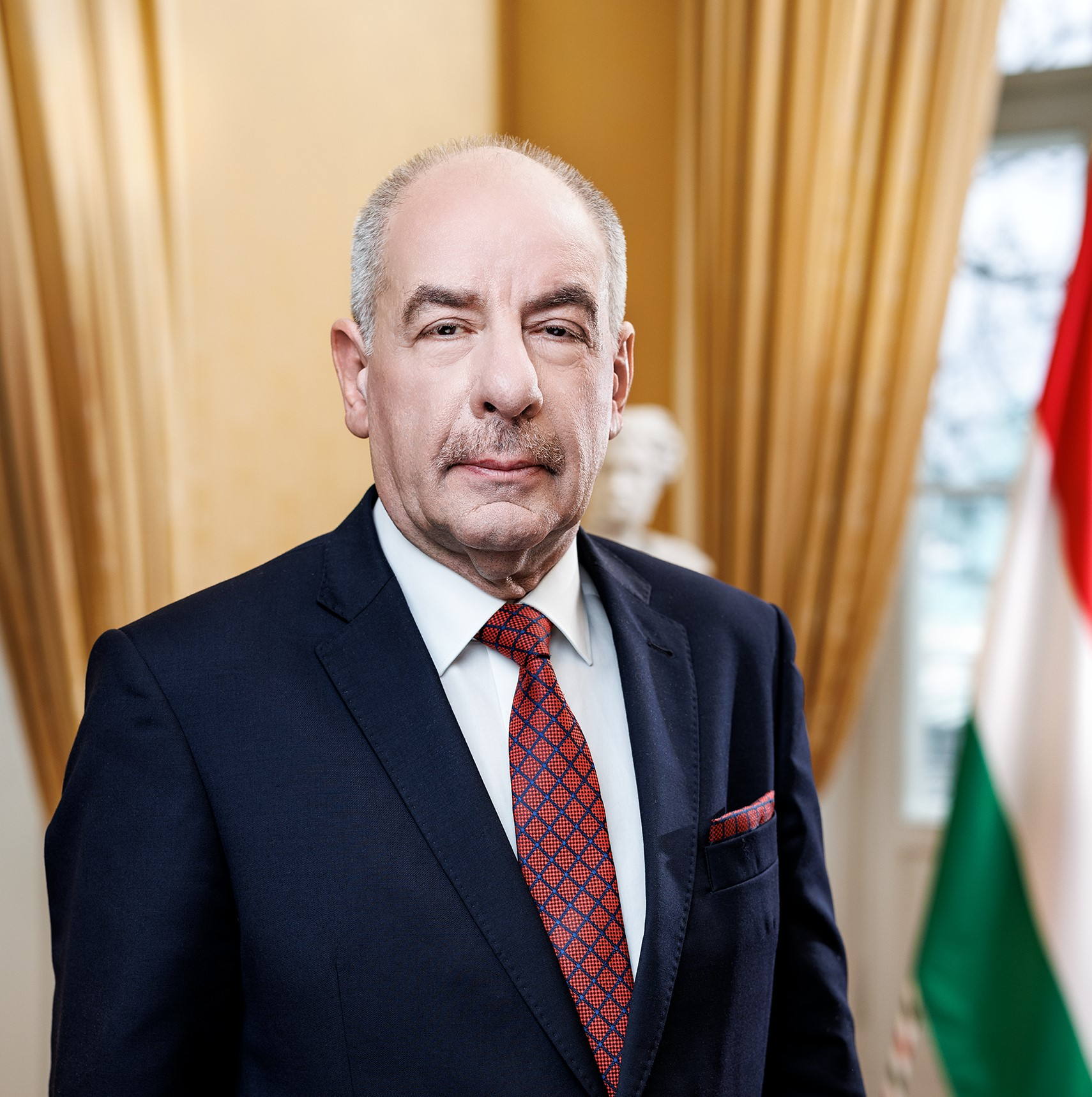
Huidig president Tamás Sulyok

Lijst van Staatshoofden van Hongarije 1918-heden
Voor een lijst van koningen (tot 1918), zie: Lijst van koningen van Hongarije.

## Staatshoofden
Democratische Republiek Hongarije (1918-1919)
President van de republiek
- Mihály Károlyi (1918-1919)

Hongaarse Radenrepubliek (1919)
Voorzitter van Revolutionaire Raad
- Sándor Garbai (1919) MKP

Contrarevolutionaire regering te Szeged
Voorzitter
- Gyula Károlyi (1919)

Hongaarse Republiek (1919-1920)
Staatshoofd
- Gyula Peidl (1919) SzDP

Gouverneur en regent
- Aartshertog en koninklijke prins Jozef van Habsburg (1919)

Staatshoofden
- István Friedrich (1919)
- Károly Huszár (1919-1920) CSP

Koninkrijk Hongarije (1920-1946)
Gouverneur en regent
- Miklós Horthy von Nagybánya (1920-1944)
- Ferenc Szálasi (1944-1945) Pijlkruisers

Voorzitter van de Voorlopige Nationale Vergadering (tegenregering)
- Béla Zsedényi (1944-1945)

Nationale Raad (o.a.)
- Béla Zsedényi (1945)
- Ferenc Nagy (1945-1946) FKGP

Republiek Hongarije 1946-1948
President van de republiek
- Zoltán Tildy (1946-1948) FKGP

Volksrepubliek Hongarije 1948-1989
President van de republiek
- Árpád Szakasits (1948-1949) MSZMP

Voorzitter van de Presidentiële Raad
- Árpád Szakasits (1949-1950) MSZMP
- Sándor Rónai (1950-1952) MSZMP
- István Dobi (1952-1967) MSZMP
- Pál Losonczi (1967-1987) MSZMP
- Károly Németh (1987-1988) MSZMP
- Bruno Straub (1988-1989) MSZMP

Republiek Hongarije 1989-heden
Presidenten van de republiek
- Mátyás Szűrös a.i. (1989-1990) MSZP
- Árpád Göncz (1990-2000) SZDSZ
- Ferenc Mádl (2000-2005) partijloos
- László Sólyom (2005-2010) partijloos
- Pál Schmitt (2010-2012) Fidesz
- János Áder (2012-2022) Fidesz
- Katalin Novák (2022-2024) Fidesz
- Tamás Sulyok (sinds 2024) partijloos

## Eerste Secretaris van deHongaarse Communistische Partij
- Belá Kun (1919)

## Eerste Secretarissen van deHongaarse Verenigde Socialistische Arbeiders Partij
- Mátyás Rákosi (1945-1956) secretaris-generaal
- Lajos Acz + Béla Veg (1953) a.i.
- Ernő Gerő (1956) secretaris-generaal
- János Kádár (1956-1988)
- Karolyi Grósz (1988-1989)

## Verklaring van de afkortingen
- CSP = Christelijk Sociale Partij (christendemocraten);
- SzDP = Sociaaldemocratische Partij;
- MKP = Hongaarse Communistische Partij;
- FKGP = Partij van Kleine Landbouwers (centrum);
- MSZMP = Hongaarse Verenigde Socialistische Arbeiderspartij (communistisch);
- MSZP = Hongaarse Socialistische Partij;
- SZDSZ = Alliantie van Vrije Democraten (centrum)